# Aapajoki
Aapajoki är en by och en å i den före detta kommunen Karunki (i den nuvarande staden Torneå), Lapplands län, Finland. Sjön Aapajärvi avrinner genom Aapajoki till Liakanjoki och vidare till Torne älv. Namnet Aapa kommer från samiskans appe ("stort öppet myrområde").